# Galveston (Texas)
Galveston város az USA Texas államában, Galveston megyében, melynek megyeszékhelye is. A Galveston-Houstoni főegyházmegye érseki székvárosa. Lakosainak száma 53 695 fő (2020. április 1.).

## Híres emberek
- Itt született Barry White amerikai énekes, zeneszerző, producer

## Népesség
A település népességének változása:
| Lakosok száma | 4177 | 47 743 | 57 466 | 53 695 |
|               | 1850 | 2010   | 2016   | 2020   |